# Liste der Nummer-eins-Hits in Belgien (1976)
Diese Liste enthält alle Nummer-eins-Hits in Belgien im Jahr 1976. Es gab in diesem Jahr 22 Nummer-eins-Singles.
| Singles |
| --- |
| - Penny McLean – Lady Bump - 2 Wochen (27. Dezember 1975 – 9. Januar 1976) - Pussycat – Mississippi - 3 Wochen (10. Januar – 30. Januar) - Queen – Bohemian Rhapsody - 2 Wochen (31. Januar – 13. Februar) - Chubby Checker – Let’s Twist Again - 2 Wochen (14. Februar – 27. Februar, insgesamt 10 Wochen) - Al Martino – Volare - 2 Wochen (28. Februar – 12. März) - Nazareth – Love Hurts - 3 Wochen (13. März – 2. April) - Marianne Rosenberg – Ich bin wie du - 1 Woche (3. April – 9. April) - ABBA – Fernando - 2 Wochen (10. April – 23. April, insgesamt 3 Wochen) - Brotherhood of Man – Save Your Kisses for Me - 3 Wochen (24. April – 14. Mai, insgesamt 4 Wochen) - ABBA – Fernando - 1 Woche (15. Mai – 21. Mai, insgesamt 3 Wochen) - Brotherhood of Man – Save Your Kisses for Me - 1 Woche (22. Mai – 28. Mai, insgesamt 4 Wochen) - Sammy Davis Jr. – Baretta’s Theme - 3 Wochen (29. Mai – 18. Juni) - John Miles – Music - 1 Woche (19. Juni – 25. Juni) - Don Mercedes – Rocky - 3 Wochen (26. Juni – 16. Juli) - The Sutherland Brothers & Quiver – Arms of Mary - 2 Wochen (17. Juli – 30. Juli) - Fats Domino – Blueberry Hill - 1 Woche (31. Juli – 6. August) - Jesse Green – Nice and Slow - 1 Woche (7. August – 13. August, insgesamt 3 Wochen) - Peter Frampton – Show Me the Way (live) - 1 Woche (14. August – 20. August) - Jesse Green – Nice and Slow - 2 Wochen (21. August – 3. September insgesamt 3 Wochen) - ABBA – Dancing Queen - 6 Wochen (4. September – 15. Oktober, insgesamt 7 Wochen) - Johnny Wakelin – In Zaire - 1 Woche (16. Oktober – 22. Oktober) - ABBA – Dancing Queen - 1 Woche (23. Oktober – 29. Oktober, insgesamt 7 Wochen) - BZN – Mon amour - 1 Woche (30. Oktober – 5. November) - Boney M. – Daddy Cool - 3 Wochen (6. November – 26. November) - ABBA – Money, Money, Money - 5 Wochen (27. November – 31. Dezember) |

Siehe auch: Nummer-eins-Hits 1976 in  Australien, Deutschland, Finnland, Frankreich, Irland, Italien, Japan, Kanada, Neuseeland, den Niederlanden, Norwegen, Österreich, Schweden, der Schweiz, Spanien, den Vereinigten Staaten und im Vereinigten Königreich.